# ابن سبعين
عبد الحق بن سبعين (614 هـ - 9 شوال 669 هـ / 1217 - 1269) فيلسوف متصوف أندلسي. اشتهر برسالته المسائل الصقلية، والتي كانت عبارة عن اجوبة لأسئلة ارسلها الإمبراطور فريدريك الثاني إلى الدولة الموحدية. انتشر صيته في أوروبا في عصره، فذكره البابا وتحدث عنه حيث قال: "إنه ليس للمسلمين اليوم أعلم بالله
منه." تعتبر فلسفته أحد المنعطفات الفكرية والإضافات التي عمَّقت طريق البحث الفلسفي ضمن إطار الدين.

## نشأته
عبد الحق بن إبراهيم بن محمد بن نصر الغافقي العكي ، ويكني بأبي محمد، ويلقب في المشرق بقطب الدين ومسقط رأسه رقوطة (اليوم Ricote) بمرسية في الأندلس، وينتمي إلى أسرة نبيلة وافرة الغنى كان لها شان بالأندلس، قضى مطلع شبابه بها، حيث تعلم العربية والأدب ونظر في العلوم العقلية وأخذ التصوف عن ابن دهاق. وقد لقب بشيخ السبعينيَّة نسبة إلى الطريقة الصوفية التي يسمى أتباعها بالسبعينية، كما يسمون «الليسية» لأن ذكرهم كان: «ليس إلا الله». واشتهر بابن سبعين لأنه كان يطلق على نفسه ابن دارة – والدارة في الحساب = حرف العين = 70.

## مسيرته
ألف كتاب بد العارف وهو ابن خمس عشرة سنة، وهو كتاب يحتوي على الكثير من الصنائع العلمية والعملية والأمور السَّنيّة. اعتبر ذكاؤه خارقاً للعادة، وفي الطور الثاني من حياته ارتحل من مرسية نحو 640 هـ إلى بعض بلاد الأندلس ثم لشمالي أفريقيا.

### الانتقال إلى المغرب
قضى الفترة الزمنية من حياته الروحية في المغرب الأقصى، وفيه أيضاً ألّف معظم رسائله، وجرت له المناظرات العنيفة مع فقهاء المغرب. وكان ابن سبعين قد انتقل إلى المغرب وهو دون العشرين، فأقام أولاً في سبتة هو وجمع من أصحابه وأتباعه الذين كانوا بدؤوا يلتفون حوله وهو لا يزال في الأندلس. وشاعت شهرته في الزهد والعلم، وكذا شهرته بفلسفته التي استطارت في الآفاق، بدليل ما ورد في مستهل كتاب «المسائل الصقلية» -وهي المسائل التي كان الإمبراطور فردريك الثاني ملك النورمان في مملكة صقلية قد وجهها إلى علماء المسلمين للاستفادة وحب الاستطلاع لما كانت عليه شهرة المسلمين حينئذ بالفلسفة والعلم- وهذه المسائل الصقلية التي سأل عنها فردريك الثاني هي:
1. المسألة الأولى عن العالم: هل هو قديم أو محدث؟
2. والثانية من العلم الإلهي: ما المقصود منه؟ وما مقدماته الضرورية إن كانت له مقدمات؟
3. والثالثة عن المقولات أي شيء هي؟ وكيف يتصرف بها في أجناس العلوم حتى يتم عددها؟ وعددها عشر، فهل يمكن أن تكون أقل؟ وهل يمكن أن تكون أكثر؟ وما البرهان على ذلك؟
4. والمسألة الرابعة عن النفس: ما الدليل على بقائها وما طبيعتها؟ ويتفرع عن هذه المسألة الأخيرة سؤال عن أين خالف الإسكندر الأفروديسي أرسطوطاليس.

وقد كلفه بالإجابة عنها السلطان عبد الواحد الرشيد.

### الطرد من سبتة
ويظهر أن المكانة التي نالها ابن سبعين بجوابه كانت عاليةً فأوغرت صدور البعض عليه فراحوا يتهمونه بالكفر، مما اضطر حاكم سبتة ابن خلاص إلى طرده منها، فسكن في بجاية مدةً، لكنه في النهاية ونتيجة المكائد من حوله نُفي من المغرب، فكان خروجه منها سنة 642 هـ وهو في الثلاثين من عمره. وعلى هذا أنه أقام بالمغرب حوالي خمس وعشرين سنة.
اختلف المؤرخون في سبب خروجه من الأندلس فخصومه يقولون نفي من المغرب بسبب كلمة كفر صدرت عنه وهي قوله "لقد تحجر ابن آمنة واسعاً بقوله لا نبي من بعدي" ويرون فيها أنه كان ينكر النبوة، ويعدها شيئاً كسبياً. وهناك من يرى في هذا الكلام كثيراً من التجني على ابن سبعين الذي كان يعظم النبوة، ويؤمن بالنبي "وقال بعضهم عند إيراده جملة من رسائله، أنها تشتمل على ما يشهد له بتعظيم النبوة وإيثار الورع. أما على الجانب الآخر فأنصار ابن سبعين يرون في هجرته أحد مفاخره، ودليلاً على كونه وارثاً مخصصاً. لكن المنصف من الآراء رجّح هجرة ابن سبعين من الأندلس لهجوم الفقهاء عليه وخوفه منهم.

### مكة
رحل إلى مصر، وأقام بها مدة قصيرة فيما يبدو، لأن هدفه كان الحج، ودخل مكة سنة 652 هـ واستقر بها وتتلمذ على يده أمير مكة، الذي عالجه من أذىً أصابه فعوفي فصارت له عنده منزلة. وشريف مكة هذا هو أبو لحى محمد بن أبي سعد. وشاع صيته وكثر أتباعه بين أهل مكة بسبب سخائه وعلمه، وكان أهل مكة يعتمدون على أقواله، ويهتدون بأفعاله. وظل ابن سبعين في مكة حتى توفي بها.

### وفاته
على الرغم من أن أبرز كتب التاريخ والمؤرخين كابن الخطيب وابن كثير وابن تغري بردي والتنبكي وابن العماد والغبريني وغيرها تذكر أن وفاته كانت ميتةً طبيعيةً، إلا أن تناقض بعض الروايات حول طريقة موته حصل إثرها ابن سبعين على شهرةٍ كبيرةٍ، حيث اختلفت هذه الروايات حول الكيفية التي مات عليها، فيقول ابن شاكر الكتبي في فوات الوفيات في روايةٍ غير مؤكدةٍ عن انتحاره بقطع شرايين يده حتى صفي دمه، وهي رواية يستعملها خصوم ابن سبعين للنيل منه. ورواية أخرى تقول أنه نشبت عداوة بين ابن سبعين ووزير ملك اليمن الذي كان حنبلياً، وكان يتحدث عن كراهية هذا الوزير له وليس ببعيدٍ أن يكون هذا الوزير قد اثر في ملك اليمن وأحنقه على ابن سبعين فدبرا معاً من يدس له السم للتخلص منه. ومن المعاصرين من يُلوّح بانتحاره بدعوى «انتهى من أذواقه إلى الفناء عن نفسه والاستغراق في ربه والاتحاد به»، بينما يرى آخرون أنها كانت فعلةً وجوديةً من الطراز الأول.

## أفكاره
هاجم الفلسفة، لأن الفلاسفة يقلدون ـ حسب زعمه ـ أرسطو تقليدا أعمى، وهاجم بعنف الفارابي وابن سينا أو من اسماهم بالمشارقة، وكان له موقف من الفقه والكلام والتصوف منطلقا من موقفه القائل بالوحدة المطلقة، والتي ينبغي على القائل بها أن يصل إلى رتبة (المحقق) أو أن يكون ملما بعلم التحقيق، وبعبارة أخرى فان الوحدة المطلقة عند ابن سبعين تكون هي موضوع علم التحقيق، ذلك العلم الذي يحوي صاحبه كل الكمالات الوجودية والذوقية.
يرى ابن سبعين إن الفقيه يستند إلى الشريعة، والتي هي حق بلا شك، إلا انه يرى إن الفقيه يفسد الشريعة بتقديمه تذريعات عديدة تتفرع من الأحكام التي يستخرجها منها ويرى أيضا انه «الفقيه» يفتي أحيانا من عند نفسه بفتاوى قد تختلف مع الشريعة، ويتمسك كثيرا بالتقليد الأعمى فيقيس اليوم بالأمس، ويدع الكثيرين فهم الكتاب والسنة في ذلك والأمر ليس كذلك، ويرى ابن سبعين إن ذلك التصرف ينفر الناس من الشريعة ويصدهم عنها، وبالجملة فإن الفقيه حسب رأي ابن سبعين فهو في ضلال ليس بعده ضلال ويقول في ذلك:
| ابن سبعين | ... وأما الفقيه فهو صالح الأصل (يقصد الشريعة التي يستند إليها وهي في ذاتها صالحة)، فاسد الفرع ،صادق الجنس كاذب النوع ،يتكلم من عند نفسه ،ويقيس اليوم بأمسه ،ويفتي السائل ،ويترك نفسه في رتبة المسؤول ،يزعم انه يفهم كلام الرسل وخير الرسل ،ويعلل دينه ويتممه برأيه واجتهاده ،ويعطل قوله على خبر الذي أخرجه من عباده، ويدفع اليقين بالجهل ،ويفعل فعل أبي جهل ،يحجب نور الله عن عباده بالفروع المعللة ،ويتصرف فيهم بغير الكتب المنزلة ،ويصد الناس عن موارد الشريعة وريحانها ،ويحضهم على حميمها وغسلينها... | ابن سبعين |

### وحدة الوجود
كان من القائلين بوحدة الوجود، وقد انتقل تصوف وحدة الوجود من الأندلس والمغرب إلى المشرق على يد ابن سبعين، جنبا مع ابن عربي، بعد أن استقر به المطاف في المشرق حيث نشر تعاليم هذا النوع من التصوف. جعلته محل اتهام وصلت إلى تكفيره، لكن يرى البعض أن الرسالة التي ناضل من أجلها ابن سبعين هي إثبات الوحدانية المطلقة لله في إطار تصور وجودي يرفض أي اثنينية أو تقسيم في الوجود.
يُعرف أبو الوفا الغنيمي التفتازاني فكر بن سبعين في وحدة الوجود:
| ابن سبعين | ويمد ابن سبعين في مذهبه في الوحدة المطلقة إلى مجالات أخرى من البحث الفلسفي، فهو يرى النفس والعقل مثلًا لا وجود لهما بذاتيهما، وإنما وجودهما من الواحد، والواحد لا يتعدى، فهما لا يخرجان عن قضية الوجود الواحد، والأخلاق عنده ملونة بلون الوحدة المطلقة، فالخير، واللذة، والسعادة في التحقق بهذه الوحدة، والخير والشر لا فرق بينهما من حيث الحقيقة الوجودية؛ لأن الوجود قضية واحدة، وهو الخير المطلق، فمن أين يتأتى الشر في الوجود؟ أضف إلى ذلك أن ابن سبعين يرى أن المحقق لا يطلق عليه سعيد؛ لأنه عين السعادة، وعين الخير، وعين الوجود. | ابن سبعين |

نظرية القيم الأخلاقية السبعينية ترتبط نسقياً بمبحث الوجود والمعرفة، ذلك أن الأخلاق عنده متوجهة في الأساس إلى إثبات الوحدة المطلقة، الخير الأسمى، الذي فيه وبه ومنه الكمال والسعادة والرفعة، حسب اعتقاده.

## حقيقة قول ابن سبعين بوحدة الوجود
القول بوحدة الوجود عند ابن سبعين حقيقته تعطيل الصانع وعدم إثبات شيء وراء الأفلاك كما يراه معظم علماء المسلمين المناوئين لغلاة الصوفية، يقول ابن تيمية بعدما حكى قولا من الأقوال وبين لازمه: «إنه يفضي إلى قول ابن سبعين وابن عربي صاحب الفصوص وأمثالهما ممن يقول بمثل هذا الكلام وحقيقة مذهبهم يؤول إلى التعطيل المحض وأنه ليس للعالم رب مباين له بل الخالق هو المخلوق والمخلوق هو الخالق».
ويقول في موضع آخر: «وأهل الوحدة وغيرهم هم في الحقيقة لا يثبتون له حقيقة ولا صفة ولا قدرا، الموجود لا بد له من حقيقة تخصه مستلزمة لصفته وقدره فهم من أعظم الناس تعطيلا للخالق وجحودا له وإن كانوا يعتقدون أنهم يقرون به».
فالقول بوحدة الوجود من أعظم الأقوال المخالفة لصريح المعقول وصحيح المنقول، يقول ابن تيمية: «والمقصود هنا أن أقوال هؤلاء ليست مطابقة لما أخبرت به الرسل كما ليست مطابقة لما دل عليه العقل الصريح فلا هي موافقة للمنقول الصحيح ولا للمعقول الصريح... وكما سلك نحوا من ذلك أهل الوحدة والحلول كابن عربي وابن سبعين وابن قسي صاحب خلع النعلين وأمثال هؤلاء، فإن هؤلاء أعظم مخالفة لصريح المعقول مع صحيح المنقول».

## طريقته الخاصة في الكتابة
لابن سبعين طريقة غريبة في الكتابة، فكلامه مفكك، قليل الاتصال، حتى قال قاضي القضاة ابن دقيق العيد: «جلست مع ابن سبعين من ضحوة إلى قريب الظهر وهو يسرد كلاماً تعقل مفرداته، ولا تعقل مركباته».
وكذلك يتسم كلامه بكثرة ما يرد فيه من ألغاز وإشارات بحروف أبجد، وله تسميات مخصوصة في كتبه هي نوع من الرموز كما قال أبو العباس الغبريني صاحب كتاب عنوان الدراية.
فمن كلامه الغريب مثلاً ما يكرره في كتاب الإحاطة من عبارة: "إيه! أو قوله: "الله فقط" وتكرار لكلمة "إيه" اثنتي عشرة مرة في سطر واحد، واستعماله حروف أبجد بطريقة من الصعب استخراجها، كقوله في رسالة "الألواح": "علمه في الإنسانية إنسان، وفي ح ح، وفي ن ن، وفي ج ج، وفي علالمية علم، وفي العاقلية عقل". ومن أغرب كلامه الشاطح قوله في ختام "الرسالة الفقيرية": "السلام على المنكر والمسلم، والعالم والمتعالم، والغالط والمتغالط".

## مؤلفاته
- الحروف الوضعية في الصور الفلكية.
- شرح كتاب إدريس .
- بد العارف.

### رسائله
- الكلام على المسائل الصقلية،
- رسالة النصيحة (النورية)،
- عهد ابن سبعين،
- الإحاطة، بد العارف،
- الرسالة الفقيرية،
- الحكم والمواعظ،
- الرسالة القوسية،
- رسالة في أنوار النبي صلى الله علي وسلم وأنواعها،
- الألواح المباركة، الوصية لتلامذته،
- الرسالة الرضوانية،
- رسالة في عرفة،
- رسالة خطاب الله بلسان نوره،
- نتيجة الحكم، الرسالة الإصبعية،
- الكلام على الحكمة،
- حكم القصص.